# Xã Loutre, Quận Audrain, Missouri
Xã Loutre (tiếng Anh: Loutre Township) là một xã thuộc quận Audrain, tiểu bang Missouri, Hoa Kỳ. Năm 2010, dân số của xã này là 824 người.